# 310 Margarita
310 Margarita (mednarodno ime je  tudi 310 Margarita) je asteroid tipa S (po SMASS) v glavnem asteroidnem pasu. 

## Odkritje
Asteroid je odkril francoski astronom Auguste Charlois ( 1864 – 1910) 16. maja 1891 v Nici.. 

## Lastnosti
Asteroid Margarita obkroži Sonce v 4,59 letih. Njegova tirnica ima izsrednost 0,118, nagnjena pa je za 3,173° proti ekliptiki. Njegov premer je 32,75 km .